# Вільчиці (Свентокшиське воєводство)
Вільчице (пол. Wilczyce) — село в Польщі, у гміні Вільчиці Сандомирського повіту Свентокшиського воєводства.
Населення — 798 осіб (2011).

## Демографія
Демографічна структура на день 31 березня 2011 року:
|          | Загалом | Допрацездатний вік | Працездатний вік | Постпрацездатний вік |
| -------- | ------- | ------------------ | ---------------- | -------------------- |
| Чоловіки | 417     | 96                 | 282              | 39                   |
| Жінки    | 381     | 81                 | 226              | 74                   |
| Разом    | 798     | 177                | 508              | 113                  |